# Bandiera dell'Ossezia Settentrionale-Alania
La bandiera dell'Ossezia Settentrionale-Alania è di forma rettangolare, composta da tre bande orizzontali di colore bianco (rappresentante la purezza morale), rosso (rappresentante il coraggio) e giallo (rappresentante la prosperità). La bandiera venne adottata il 2 ottobre 1991.
La bandiera rappresenta anche la struttura sociale dell'antica civiltà osseta, divisa in tre gruppi sociali: l'aristocrazia militare, il clero e la gente comune.
Fatta eccezione per la tonalità dei colori, le bandiere dell'Ossezia del Nord e dell'Ossezia del Sud sono praticamente identiche.